# Keita Fujimura
Keita Fujimura (født 2. september 1993) er en japansk fodboldspiller, som spiller for den japanske fodboldklub Zweigen Kanazawa.